# 청도 운문사 사리기
청도 운문사 사리기(淸道 雲門寺 舍利器)는 대한민국 경상북도 청도군 운문면 운문사에 있는 사리기이다. 2019년 3월 25일 경상북도의 유형문화재 제533호로 지정되었다.

## 개요
이 사리기는 운문사 작압전의 석불좌상 밑에서 발견된 것으로, 통일신라시대에 제작된 납석제유개원합, 청동사리소병, 조선시대에 추가된 崇德七年銘사리합 뚜껑, 영락통보, 환옥(5점), 용도미상의 소석편 등으로 구성되어 있다.
특히 납석제유개원합에 새겨진 명문('咸通六年塔治節舍利二身 刻生訓')은 865년에 전탑(작압전)의 중수가 있었다는 사실을 보여준다. 작압전의 내력을 보여주는 귀중한 자료일 뿐만 아니라 통일신라 전탑의 사리봉안 방식을 보여준다는 점에서 희소성이 있다.
통일신라 전탑의 사리장엄구라는 희소성과 함께 학술적 가치가 크다고 판단되므로 사리기를 일괄하여 유형문화재로 지정한다.

## 지정 내역
| 번호  | 명칭                                    | 재료 | 구조·형식·형태 | 규격                    | 수량 | 기타특징                                               |
| ----- | --------------------------------------- | ---- | -------------- | ----------------------- | ---- | ------------------------------------------------------ |
| 533호 | 청도 운문사 사리기 (淸道 雲門寺 舍利器) | 一括 | 一括           | 一括                    | 一括 | 一括                                                   |
| -1)   | 납석제유개원합                          | 납석 | 유개원합       | - 높이 8.3cm            | 1점  | - 제작연대 : 865년 명문(咸通六年塔治節舍利二身 刻生訓) |
| -2)   | 숭덕칠년명사리합개                      | 황동 | 사리공 뚜껑    | - 높이 5cm, 구경 16.3cm | 1점  | - 제작연대 : 1642년 명문(∼崇德七年壬午三塔重修∼)       |
| -3)   | 청동사리소병                            | 청동 | 소병           | - 높이 3.4cm            | 1점  |                                                        |
| -4)   | 환옥                                    | 옥   | 환옥           | - 직경 3cm 외           | 5점  |                                                        |
| -5)   | 영락통보                                | 은   | 방형 구멍      |                         | 1점  |                                                        |
| -6)   | 소석편                                  | 석편 | 용도 미상      |                         | 일괄 |                                                        |

## 참고 문헌
- 청도 운문사 사리기 - 국가유산청 국가유산포털